# Tony Leung Chiu Wai

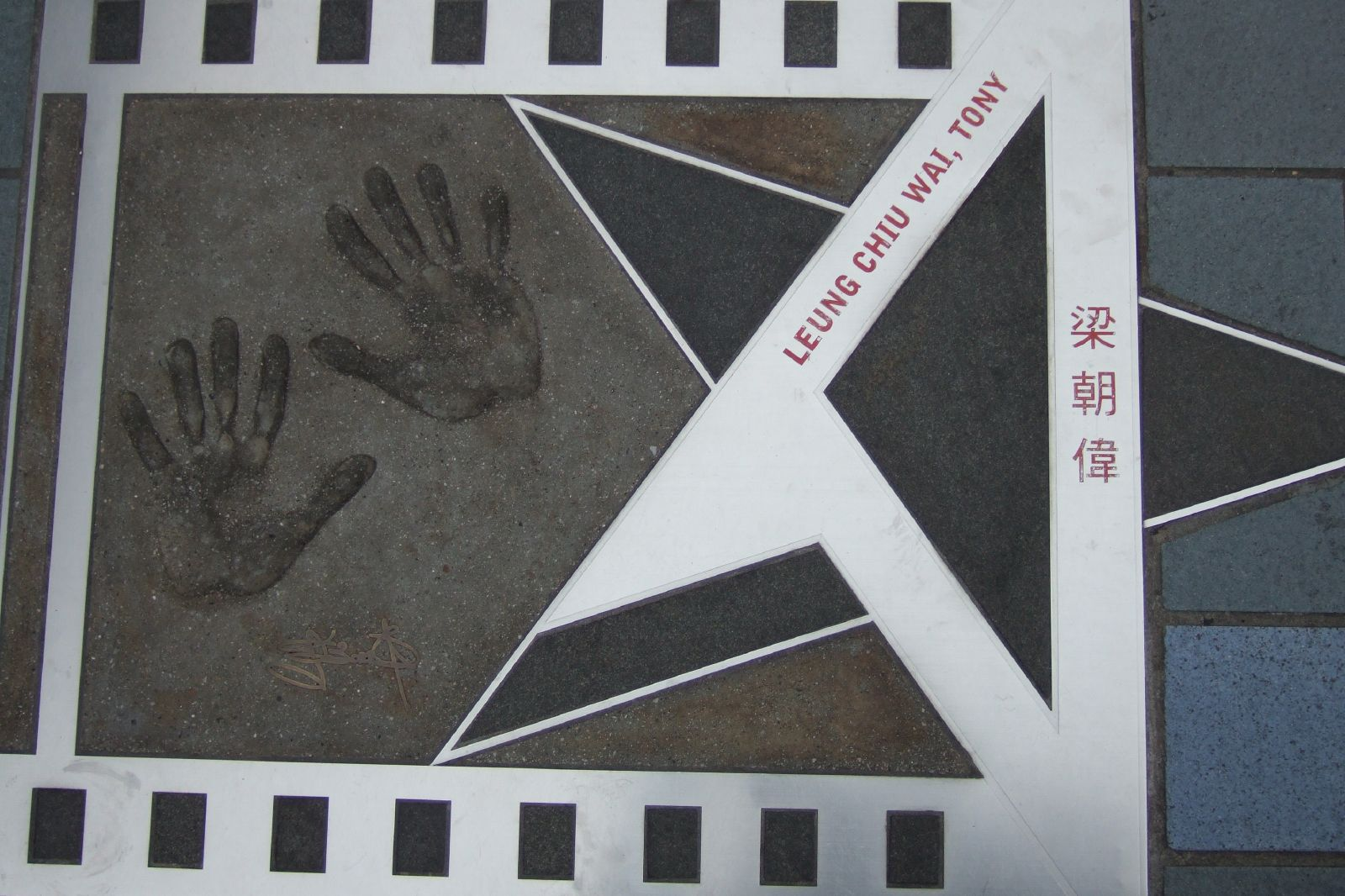
Odciśnięte rece Tony’ego Leung Chiu Wai

Tony Leung Chiu Wai (梁朝偉; pinyin: Liáng Cháowěi, ur. 27 czerwca 1962 w Hongkongu) – hongkoński aktor filmowy, jeden z najbardziej znanych na świecie aktorów azjatyckich. Laureat nagrody aktorskiej na 53. MFF w Cannes za rolę w filmie Spragnieni miłości (2000). Ulubiony aktor mistrzów hongkońskiej kinematografii: Wong Kar-Waia, Johna Woo i Tsui Harka.
Zdarza się, że jest mylony z innym aktorem o podobnym nazwisku - Tony Leung Ka-fai zagrał w filmie Kochanek (1992) Jean-Jacques’a Annauda.

## Filmografia
- Mad Mad 83 (1983)
- Young Cops (1985)
- The Story of Maniacs (1986)
- Love Unto Waste (1986)
- People’s Hero (1987)
- My Heart is that Eternal Rose (1987)
- Happy-Go-Lucky (1987)
- Roboforce (1988)
- Seven Warriors (1989)
- Two Painters (1989)
- A City of Sadness (1989)
- Kula w łeb (1990)
- Till We Meet Again (1991)
- Days of Being Wild (1991)
- Chińskie duchy (1991)
- Son of the Beach (1991)
- Great Pretenders (1991)
- The Banquet (1991)
- Dzieci triady (1992)
- Super-Cop (1992)
- Three Summers (1992)
- The Days of Being Dumb (1992)
- Lucky Encounter (1992)
- Come Fly the Dragon (1992)
- End of the Road (1993)
- Once Upon a Mid Autumn Festival (1993)
- Comet, Butterfly and Sword (1993)
- Hero from Beyond the Boundary of Time (1993)
- The Eagle Shooting Heroes (1993)
- Fantasy Romance (1993)
- Tom, Dick and Hairy (1993)
- Popioły czasu (1994)
- All of the Winners (1994)
- The Returning (1994)
- Chungking Express (1995)
- Rykszarz (1995)
- Doctor Mack (1995)
- Heaven Can't Wait (1995)
- Blind Romance (1996)
- War of the Underworld (1996)
- Happy Together (1997)
- Aces Go Places (1997)
- The Longest Night (1997)
- Chinese Midnight Express (1998)
- Flowers of Shanghai (1998)
- Timeless Romance (1998)
- Wspaniały (1999)
- Japońskie wilki (2000)
- Spragnieni miłości (2000)
- Healing Hearts (2000)
- Fighting for Love (2001)
- Love Me, Love My Money (2001)
- Infernal Affairs: Piekielna gra (2002)
- Hero (2003)
- 2046 (2003)
- Bolesna spowiedź (2006)
- Ostrożnie, pożądanie (2007)
- Trzy królestwa (2008)
- Wielki magik (2011)
- Wielki mistrz (2013)
- Shang-Chi i legenda dziesięciu pierścieni (2021)